# Upoutaný Prométheus
Upoutaný Prométheus je tragédie starořeckého dramatika Aischyla. Vypráví tu část Prométheova života, kdy byl z rozkazu nejvyššího boha Dia přikován ke skále za trest, že naučil lidi používat oheň. Hra byla pravděpodobně prostřední částí rozsáhlé trilogie věnované Prométheovi.

## Obsazení
- Moc (a Síla).
- Bůh Hefaistos.
- Titan Prometheus.
- Titan Okeanos.
- Io, dcera krále argejského Inacha.
- Bůh Hermés.
- Sbor Okeanoven, mořských víl, dcer Okeanových.

Děj koná se v pusté a skalnaté krajině na severu Skythie (nynějšího Ruska), blízko proudu Okeana, obkličujícího celou zemi. 

## Děj hry
Moc a síla přivlekly Prométhea ke skále, ke které ho bůh Hefaistos přikoval. Tomu to sice nebylo po chuti, ale bál se neuposlechnout Diova rozkazu. Na scéně se objevil také titán Okeanos, který přestože projevil Prométheovi sympatie mu nepomohl, a Ió. Ta utíká před nenávistí bohyně Héry, protože k ní pojal Zeus lásku. Prométheus jí poradil, aby se před Héřiným hněvem uchýlila do Egypta. Na závěr se na scéně objevil bůh Hermés. 